# Dred Scott

Dred Scott

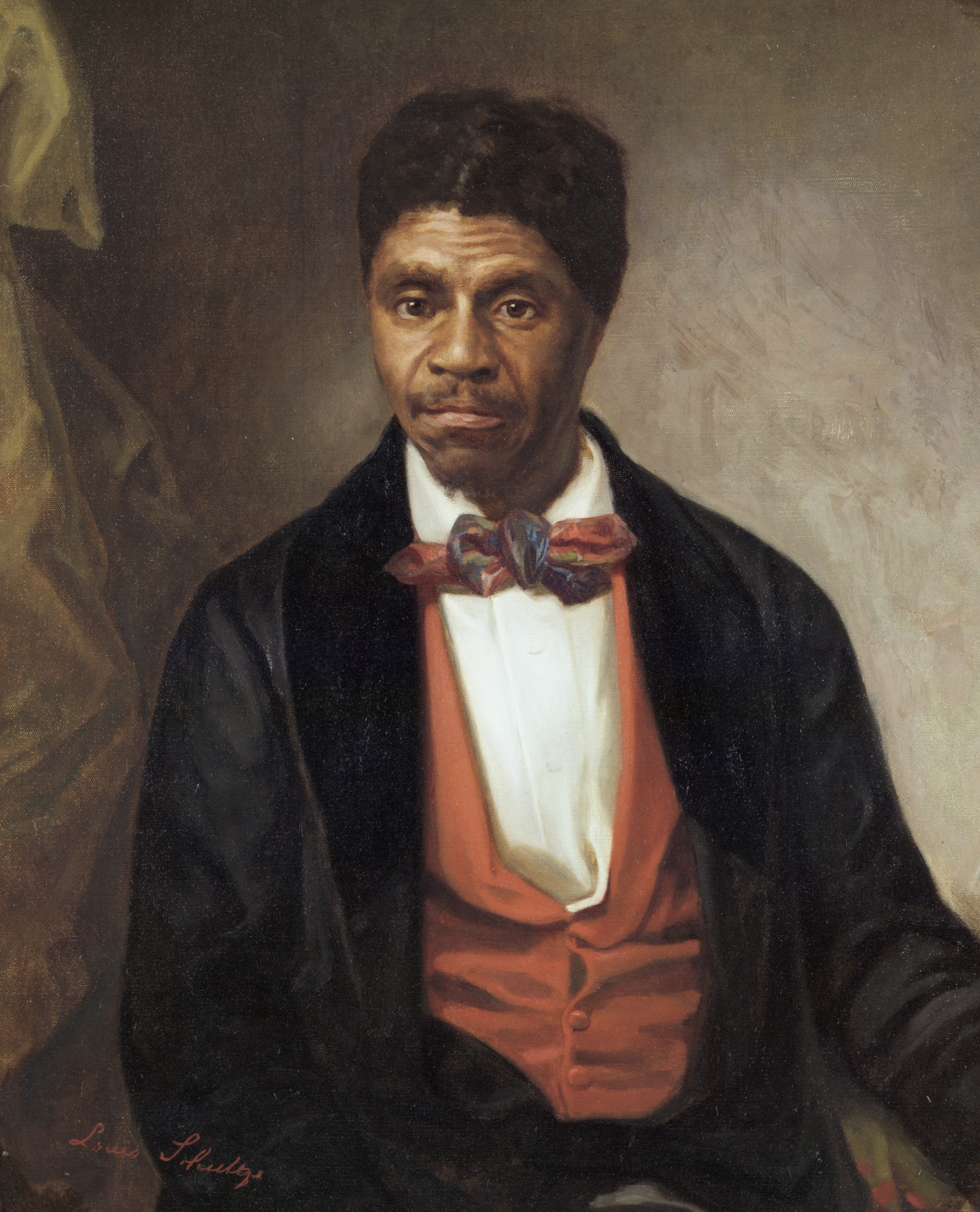
Dred Scott (posthumes Porträt)

Dred Scott (* um 1799; † 17. September 1858) war ein US-amerikanischer Sklave, der im berühmten Dred-Scott-v.-Sandford-Prozess erfolglos für seine Freiheit klagte. Seine Klage beruhte auf dem Umstand, dass er und seine Frau Harriet in US-Bundesstaaten und Territorien gewohnt hatten, in denen die Sklaverei verboten war, darunter in Illinois und in Teilen des Louisiana Purchase. Das Gericht entschied mit 7 zu 2 Stimmen gegen Scott, mit der Begründung, dass Sklaven Eigentum seien, und dass Besitzer ihres Eigentums nicht entledigt werden dürften, außer durch einen rechtsstaatlichen, gesetzlichen Eingriff (5. Zusatz zur US-Verfassung). Eine weitere Begründung war, dass man, um überhaupt Klage erheben zu können, die amerikanische Staatsbürgerschaft benötige. Schwarze Sklaven wurden in der damaligen Zeit jedoch als Privateigentum ihrer Besitzer angesehen und hatten somit kein Recht auf die Staatsbürgerschaft. Dieser Prozess war ein wichtiger Schritt in der Ereigniskette, die zum Bürgerkrieg führte.

## Leben
Dred Scott wurde 1799 in Virginia als Eigentum der Familie Peter Blow geboren. Im Jahr 1830 zog er mit den Blows nach St. Louis, wo sie ihn wegen finanzieller Probleme an Dr. John Emerson, einen Arzt der United States Army, verkauften. Emerson unternahm öfter Reisen nach Illinois und das damalige Wisconsin-Territorium – dort war Sklaverei nach der Northwest Ordinance verboten. Während dieser Reisen begegneten sowohl Scott als auch Emerson ihren künftigen Ehefrauen. Scott wurde mit Harriet Robinson und Emerson mit Irene Sanford vermählt; durch einen Schreibfehler des zuständigen Beamten wurde der Fall unter dem Namen Sandford in die Akten aufgenommen. Die Scotts kehrten mit den Emersons 1842 nach Missouri zurück, wo Emerson im folgenden Jahr starb. John F. A. Sanford, der Bruder der Witwe, verwaltete Emersons Nachlass.
Scott stellte seinen Antrag vor Gericht 1846; in der ersten Instanz wurde 1847 in einem Gerichtshaus in St. Louis vor einem Gericht des Staates Missouri verhandelt. Seine Prozess- und Anwaltsgebühren finanzierten seine ehemaligen Besitzer, die Familie Blow. Sie unterlagen im ersten Prozess, aber da manche der vorgelegten Beweise auf Hörensagen beruhten, gewährte der vorsitzende Richter ihnen einen zweiten Prozess. 1850 entschied eine Jury, dass die Scotts befreit werden sollten, unter der sog. Missouri-Doktrin „Einmal frei, immer frei“. Emersons Witwe legte Berufung ein. Zwei Jahre später kassierte der Supreme Court von Missouri das Urteil des unteren Gerichts mit der Begründung: „Die Zeiten sind jetzt nicht so, wie sie waren, als die früheren Entscheidungen zu diesem Thema getroffen wurden.“ Die Scotts wurden folglich erneut als beweglicher Besitz ihrer Eigentümer eingestuft.
Daraufhin erhoben die Scotts erneut Klage, diesmal vor dem Bundesgericht in St. Louis und mit neuen Anwälten. Als sie diesen Prozess verloren, legten sie vor dem Supreme Court of the United States Berufung ein. 1857 verlas Chief Justice Roger B. Taney das Urteil, wobei die Mehrheitsmeinung der Auffassung war, dass Sklaven kein Recht auf Freiheit hatten, dass sie Eigentum waren und nicht freie Bürger, dass sie deshalb auch nicht vor Bundesgerichten antragsberechtigt seien und dass ihre Eigentümer nicht aufgrund des Wohnsitzes von der Bundesregierung enteignet werden dürften. Der letztgenannte Leitsatz stellte de facto eine Aufhebung des Missouri-Kompromisses dar.
Nachdem der Fall entschieden worden war, wurde Scott an seine ursprünglichen Besitzer, die Blows, übertragen. Sie gewährten ihm seine Freiheit weniger als eineinhalb Jahre vor seinem Tod. Dred Scott wurde auf dem Calvary-Friedhof in St. Louis begraben.